# Улица Вана-Пости
Улица Ва́на-По́сти (эст. Vana-Posti tänav, Старая почтовая улица) — улица в историческом районе Старый город Таллина (Эстония), от улицы Харью до Пярнуского шоссе. Протяжённость — 160 метров.

## История
Носила название Старая Почтовая, на немецком языке — Alte Post. Здание почты на улице было построено по проекту архитектора Иоганна Каспара Моора. Историческая застройка в значительной мере была разрушена во время бомбардировок Таллина в годы Великой Отечественной войны (1941—1945).
В 1953—1955 годах на месте разрушенных во время Великой Отечественной войны зданий был построен кинотеатр «Сыпрус» (с эст. «Дружба») (главный фасад выходит на площадь Карьявярава).

## Застройка
- Дом 8 — кинотеатр «Сыпрус» (1955, архитекторы Фридрих Вендах, Ильмар Лааси, Пеэтер Тарвас, Август Вольберг[эст.])
- Дом 11 — строительное управление «Военморпроект»[6] (архитектор Алексей Кузнецов[7], ныне — отель «My City»[8])

## Достопримечательности
Памятник трубочисту («Счастливый трубочист») на углу с улицей Мюйривахе (скульптор Тауно Кангро), открыт 15 мая 2010 года.
- Улица Вана-Пости
- «Счастли-
вый 
трубочист»
- Дом 2
- Дома 2 и 4
- Дом 7
- Дом 8, кинотеатр «Сыпрус»
- Дом 11